# Saison 3 de 12 Monkeys
Chronologie
Saison 2 Saison 4
La troisième saison de 12 Monkeys, série télévisée américaine, est constituée de dix épisodes et a été diffusée du 19 mai 2017 au 21 mai 2017 sur Syfy, aux États-Unis.

## Synopsis
En 2043, les quelques milliers d'habitants de la Terre sont obligés de vivre dans les sous-sols. La surface est devenue inhabitable en raison d'un virus ayant décimé 99 % de la population. Les rares survivants placent tous leurs espoirs dans un voyage dans le temps, afin de découvrir les causes de la catastrophe et de l'empêcher. James Cole est alors choisi pour mener à bien cette mission.

## Distribution

### Acteurs principaux
- Aaron Stanford (VF : Boris Rehlinger) : James Cole, le « chrononaute » chargé de sauver l'espèce humaine
- Amanda Schull (VF : Sybille Tureau) : Cassandra « Cassie » Railly, brillante virologiste
- Kirk Acevedo (VF : Cyrille Monge) : José Ramse / Ethan Sucky, le meilleur ami de James
- Todd Stashwick (VF : Loïc Houdré) : Theodore Deacon, leader du groupe West VII
- Emily Hampshire (VF : Olivia Luccioni) : Jennifer Goines, une génie des mathématiques qui rencontre Cole à l'asile
- Barbara Sukowa (VF : Brigitte Aubry) : Katarina Jones, la créatrice de la machine à voyager dans le temps

### Acteurs récurrents
- Tom Noonan (VF : Thierry Murzeau) : l'homme pâle, l'homme de main de l'armée des 12 singes
- Demore Barnes (VF : Gilles Morvan) : Marcus Whitley
- Alisen Down (VF : Caroline Bourg) : Olivia
- Andrew Gillies (VF : Philippe Ariotti) : Dr Adler
- Murray Furrow (VF : Jean-Alain Velardo) : Dr Lasky
- Scottie Thompson (VF : Laurence Breheret) : Mantis
- Jay Karnes (VF : Thierry Kazazian) : Robert Gale, agent du FBI des années 1940
- Brooke Williams (VF : Adeline Moreau) : Hannah Jones
- Hannah Waddingham : Magdalena
- Faran Tahir : Mallick
- James Callis : Athan Cole

### Invités
- Christopher Lloyd (VF : Jean Barney) : Zalmon Shaw, le missionnaire

## Production

### Développement
En mars 2016, la chaîne a renouvelé la série pour cette troisième saison de dix épisodes,.

### Diffusions
Aux États-Unis, la saison a été diffusée sur trois jours consécutifs du 19 mai 2017 au 21 mai 2017 sur Syfy, aux États-Unis et en simultané sur Showcase au Canada.
La diffusion francophone se déroule ainsi :
En France, en Suisse et en Belgique, la saison est diffusée depuis le 19 septembre 2017 sur Syfy, ;
Aucune diffusion concernant les autres pays francophones n'est connue.

## Liste des épisodes

### Épisode 1:Mère
- États-Unis : 19 mai 2017 sur Syfy[1]
- France,  Suisse,  Belgique : 19 septembre 2017 sur Syfy France[4],[5]

- États-Unis : 585 000 téléspectateurs[6] (première diffusion)

### Épisode 2:Les Gardiens
- États-Unis : 19 mai 2017 sur Syfy
- France,  Suisse,  Belgique : 19 septembre 2017 sur Syfy France[4],[5]

- États-Unis : 399 000 téléspectateurs[6] (première diffusion)

### Épisode 3:Ennemi
- États-Unis : 19 mai 2017 sur Syfy
- France,  Suisse,  Belgique : 26 septembre 2017 sur Syfy France[4],[5]

- États-Unis : 374 000 téléspectateurs[6] (première diffusion)

### Épisode 4:Frères
- États-Unis : 19 mai 2017 sur Syfy
- France,  Suisse,  Belgique : 26 septembre 2017 sur Syfy France[4],[5]

- États-Unis : 324 000 téléspectateurs[6] (première diffusion)

### Épisode 5:Causalité
- États-Unis : 20 mai 2017 sur Syfy
- France,  Suisse,  Belgique : 3 octobre 2017 sur Syfy France[4],[5]

- États-Unis : 397 000 téléspectateurs[7] (première diffusion)

### Épisode 6:Inné
- États-Unis : 20 mai 2017 sur Syfy
- France,  Suisse,  Belgique : 3 octobre 2017 sur Syfy France[4],[5]

- États-Unis : 315 000 téléspectateurs[7] (première diffusion)

- Christopher Lloyd : Zalmon Shaw, le missionnaire

### Épisode 7:Acquis
- États-Unis : 20 mai 2017 sur Syfy
- France,  Suisse,  Belgique : 10 octobre 2017 sur Syfy France[4],[5]

- États-Unis : 313 000 téléspectateurs[7] (première diffusion)

### Épisode 8:Les Masques
- États-Unis : 21 mai 2017 sur Syfy
- France,  Suisse,  Belgique : 10 octobre 2017 sur Syfy France[4],[5]

- États-Unis : 278 000 téléspectateurs[8] (première diffusion)

### Épisode 9:La Voleuse
- États-Unis : 21 mai 2017 sur Syfy
- France,  Suisse,  Belgique : 17 octobre 2017 sur Syfy France[4],[5]

- États-Unis : 232 000 téléspectateurs[8] (première diffusion)

### Épisode 10:Le Témoin
- États-Unis : 21 mai 2017 sur Syfy
- France,  Suisse,  Belgique : 17 octobre 2017 sur Syfy France[4],[5]

- États-Unis : 246 000 téléspectateurs[8] (première diffusion)